# Dragoș Agache
Dragoș Agache (Brăila, 8 de marzo de 1984) es un deportista rumano que compitió en natación. Ganó una medalla de plata en el Campeonato Europeo de Natación de 2010, en la prueba de 50 m braza.

## Palmarés internacional
| Campeonato Europeo | Campeonato Europeo | Campeonato Europeo | Campeonato Europeo |
| Año                | Lugar              | Medalla            | Prueba             |
| ------------------ | ------------------ | ------------------ | ------------------ |
| 2010               | Budapest (Hungría) | Medalla de plata   | 50 m braza         |